# Mantova Calcio 1994 1998-1999
Questa pagina raccoglie le informazioni riguardanti il Mantova nelle competizioni ufficiali della stagione 1998-1999.

## Stagione
Nella 1998-1999 il Mantova disputa il girone A della Serie C2, e con 58 punti si piazza al secondo posto a pari merito con Albinoleffe e Prato, alle spalle del Pisa, che dominando il campionato con 67 punti, è stato promosso direttamente in Serie C1. I biancorossi virgiliani sono stati eliminati dal Prato nella semifinale dei Play-off, che hanno promosso come seconda l'Albinoleffe. La stagione del Mantova è iniziata con il tecnico Marino Magrin, a fine novembre, dopo la batosta di Alessandria (3-0), con il Mantova posizionato a metà classifica con 13 punti in dodici partite, è stato esonerato il tecnico, per la partita Pro Patria-Mantova (0-3) è andato in panchina Mirko Benevelli, poi si è puntato su Rino Lavezzini, con lui il Mantova si è rimesso in corsa per i playoff, perché la promozione diretta è già assegnata all'imprendibile Pisa. l'obiettivo è stato raggiunto, ma come accennato sopra, la doppia semifinale contro il Prato promuove alla finale i toscani. Ha vinto la classifica dei marcatori nel girone A il virgiliano Silvio Dellagiovanna autore di 19 reti. Nella Coppa Italia di Serie C il Mantova disputa il girone D di qualificazione, vinto dal Modena che accede ai sedicesimi del trofeo.

## Rosa
| N. |                   | Ruolo | Calciatore            |
| -- | ----------------- | ----- | --------------------- |
|    | Italia (bandiera) | C     | Pierangelo Avanzi     |
|    | Italia (bandiera) | A     | Marco Benedetti       |
|    | Italia (bandiera) | D     | David Cappelletti     |
|    | Italia (bandiera) | D     | Claudio Cavagnini     |
|    | Italia (bandiera) | D     | Nicola Consoli        |
|    | Italia (bandiera) | A     | Silvio Della Giovanna |
|    | Italia (bandiera) | C     | Giacomo Faini         |
|    | Italia (bandiera) | C     | Stefano Frutti        |
|    | Italia (bandiera) | A     | Marco Gabriellini     |
|    | Italia (bandiera) | C     | Guido Ghetti          |
|    | Italia (bandiera) | A     | Andrea Intrabartolo   |
|    | Italia (bandiera) | D     | Nicola Lampugnani     |

| N. |                   | Ruolo | Calciatore            |
| -- | ----------------- | ----- | --------------------- |
|    | Italia (bandiera) | C     | Oscar Lasagni         |
|    | Italia (bandiera) | C     | Maurizio Laureri      |
|    | Italia (bandiera) | C     | Alessio Marchioro     |
|    | Italia (bandiera) | D     | Giampaolo Morabito    |
|    | Italia (bandiera) | A     | Daniele Morante       |
|    | Italia (bandiera) | A     | Gianluca Nistri       |
|    | Italia (bandiera) | D     | Emanuele Pennacchioni |
|    | Italia (bandiera) | A     | Paolo Pupita          |
|    | Italia (bandiera) | C     | Mauro Salvagno        |
|    | Italia (bandiera) | P     | Alessandro Savi       |
|    | Italia (bandiera) | A     | Paolo Sciaccaluga     |
|    | Italia (bandiera) | P     | Luigi Simoni          |

## Risultati

### Campionato

#### Girone di andata
| Arbitro: | Ledda (Alghero) |

|                              |           |  |
| Ghetti 33’ Dellagiovanna 58’ | Marcatori |  |

| Arbitro: | Girardi (San Donà di Piave) |

|                         |           |                     |
| Araboni 35’ Caserta 68’ | Marcatori | 45+1’ Dellagiovanna |

| Arbitro: | Gazzi (Torino) |

|                   |           |          |
| Dellagiovanna 26’ | Marcatori | 86’ Casu |

| Arbitro: | Girardi (San Donà di Piave) |

|                  |           |                          |
| M. Righi 1’, 80’ | Marcatori | 25’ (rig.) Dellagiovanna |

| Arbitro: | Nicoletti (Macerata) |

|                 |           |  |
| Frau 25’ (aut.) | Marcatori |  |

| Arbitro: | Mazzoleni (Bergamo) |

|            |           |  |
| Lapini 50’ | Marcatori |  |

| Mantova 18 ottobre 1998 7ª giornata | Mantova             | 0 – 0 | Viareggio | Stadio Danilo Martelli (700 spett.)\| Arbitro: \| Tomasi (Conegliano) \| |
| Arbitro:                            | Tomasi (Conegliano) |       |           |                                                                          |

| Arbitro: | Ioseffi (Siena) |

|  |           |             |
|  | Marcatori | 39’ Laureri |

| Mantova 1º novembre 1998 9ª giornata | Mantova             | 0 – 0 | Fiorenzuola | Stadio Danilo Martelli (1.500 spett.)\| Arbitro: \| Tomasi (Conegliano) \| |
| Arbitro:                             | Tomasi (Conegliano) |       |             |                                                                            |

| Arbitro: | Lucenti (Mestre) |

|               |           |  |
| Andreotti 47’ | Marcatori |  |

| Mantova 22 novembre 1998 11ª giornata | Mantova         | 0 – 0 | Spezia | Stadio Danilo Martelli (1.000 spett.)\| Arbitro: \| Bianco (Mestre) \| |
| Arbitro:                              | Bianco (Mestre) |       |        |                                                                        |

| Arbitro: | Cenni (Imola) |

|                                  |           |  |
| Gasparini 59’, 73’ Romairone 69’ | Marcatori |  |

| Arbitro: | Ciccoianni (Ascoli Piceno) |

|  |           |                                            |
|  | Marcatori | 63’ (aut.) Visentin 67’ Laureri 86’ Pupita |

| Arbitro: | Ponzalli (Firenze) |

|                                   |           |  |
| Dellagiovanna 14’, 77’ Ghetti 61’ | Marcatori |  |

| Arbitro: | Angrisani (Salerno) |

|              |           |                   |
| Mirabile 83’ | Marcatori | 43’ Dellagiovanna |

| Mantova 23 dicembre 1998 16ª giornata | Mantova             | 0 – 0 | Prato | Stadio Danilo Martelli (1.300 spett.)\| Arbitro: \| Soffritti (Ferrara) \| |
| Arbitro:                              | Soffritti (Ferrara) |       |       |                                                                            |

| Arbitro: | Battistella (Conegliano) |

|  |           |                   |
|  | Marcatori | 79’ Dellagiovanna |

#### Girone di ritorno
| Arbitro: | Rizzoli (Bologna) |

|                   |           |  |
| Maiolo 31’ (rig.) | Marcatori |  |

| Arbitro: | Zenere (Schio) |

|              |           |  |
| Frutti 45+1’ | Marcatori |  |

| Arbitro: | S. Ayroldi (Molfetta) |

|  |           |                                                |
|  | Marcatori | 27’ Laureri 70’ (rig.), 80’, 84’ Dellagiovanna |

| Arbitro: | Giangrande (L'Aquila) |

|                          |           |  |
| Dellagiovanna 47’ (rig.) | Marcatori |  |

| Voghera 7 febbraio 1999 22ª giornata | Voghera          | 0 – 0 | Mantova | Stadio Comunale (1.000 spett.)\| Arbitro: \| Bernabini (Roma) \| |
| Arbitro:                             | Bernabini (Roma) |       |         |                                                                  |

| Arbitro: | Carrer (Conegliano) |

|                               |           |              |
| Avanzi 8’ Dellagiovanna 90+3’ | Marcatori | 64’ Cotroneo |

| Arbitro: | Benedetto (Messina) |

|  |           |                 |
|  | Marcatori | 82’ Gabriellini |

| Arbitro: | Angrisani (Salerno) |

|                          |           |  |
| Dellagiovanna 58’ (rig.) | Marcatori |  |

| Arbitro: | S. Ayroldi (Molfetta) |

|                          |           |                 |
| Niola 20’ Marcucci 90+4’ | Marcatori | 58’ Gabriellini |

| Arbitro: | Cenni (Imola) |

|                          |           |  |
| Dellagiovanna 70’ (rig.) | Marcatori |  |

| Arbitro: | Dattilo (Locri) |

|                                                |           |  |
| Salsano 29’ (rig.) Sanguinetti 59’ Lenzoni 75’ | Marcatori |  |

| Arbitro: | Carlucci (Molfetta) |

|                         |           |  |
| Dellagiovanna 9’ (rig.) | Marcatori |  |

| Arbitro: | Palanca (Roma) |

|            |           |  |
| Ghetti 29’ | Marcatori |  |

| Arbitro: | Ferro (Frattamaggiore) |

|             |           |                 |
| Petrone 81’ | Marcatori | 61’ Gabriellini |

| Arbitro: | Rizzoli (Bologna) |

|                                            |           |                          |
| N. Lampugnani 38’ Dellagiovanna 69’ (rig.) | Marcatori | 63’ Mignani 71’ Sonzogni |

| Prato 9 maggio 1999 33ª giornata | Prato             | 0 – 0 | Mantova | Stadio Lungobisenzio (2.000 spett.)\| Arbitro: \| Trefoloni (Siena) \| |
| Arbitro:                         | Trefoloni (Siena) |       |         |                                                                        |

| Arbitro: | Esposito (Trapani) |

|                                   |           |             |
| Dellagiovanna 29’ Gabriellini 65’ | Marcatori | 87’ A. Comi |

#### Play-off
| Arbitro: | N. Ayroldi (Molfetta) |

|                                  |           |                          |
| Maccarone 51’ (rig.), 60’ (rig.) | Marcatori | 48’ (rig.) Dellagiovanna |

| Arbitro: | Cirone (Palermo) |

|                   |           |               |
| Dellagiovanna 63’ | Marcatori | 73’ Argentesi |

### Coppa Italia Serie C

#### Fase eliminatoria a gironi
| Mantova 23 agosto 1998 1ª giornata | Mantova              | 0 – 0 | Carpi | Stadio Danilo Martelli\| Arbitro: \| Lambertini (Bologna) \| |
| Arbitro:                           | Lambertini (Bologna) |       |       |                                                              |

| Arbitro: | Cuttica (Alessandria) |

|                               |           |  |
| De Silvestro 15’ Pistella 43’ | Marcatori |  |

| 2 settembre 1998 3ª giornata |  | – Turno di riposo Mantova |  |  |

| Arbitro: | P. Rossi (Forlì) |

|                   |           |             |
| Avanzi 88’ (rig.) | Marcatori | 90’ Improta |

| Arbitro: | Cenni (Imola) |

|  |           |                   |
|  | Marcatori | 29’ Dellagiovanna |